# Live in the Netherlands
Live in the Netherlands is het eerste livealbum van de Britse band Lifesigns.

## Inleiding
Lifesigns wilde gaan toeren na de uitgave van hun album Altitude dat binnen de niche progressieve rock, neoprog goed ontvangen was. Ze werd echter opgehouden door de coronapandemie, maar in 2022 kon de band de draad oppakken met optredens in het Verenigd Koninkrijk. De toer werd echter afgesloten met een concert op 20 augustus 2022 in Cultuurpodium Boerderij in Zoetermeer. Daarvan werden opnamen gemaakt. Na dat concert nam de band een rustpauze voordat in februari 2023 ze de draad weer oppakte. Het album kwam bijna een jaar later uit via hun eigen beheer platenlabel Lifesigns Music. Geconstateerd werd dat het geluid tijdens optredens nauwelijks afwijkt van de studioalbums.
Lifesigns kwam 1 juli 2023 terug in genoemde zaal om het livealbum te promoten. Aan de set was volgens Progwereld nauwelijks iets veranderd. Dat concert vormde een afsluiting van een tournee door onder meer Duitsland en Polen. 

## Musici
- Dave Bainbridge – gitaren, toetsinstrumenten, zang
- Jon Poole – basgitaar, zang
- John Young – toetsinstrumenten, zang
- Zoltan Csörsz – drumstel
- Steve Rispin – geluidstechnicus (5e bandlid)

## Muziek
| Nr. | Titel                   | Duur  |
| --- | ----------------------- | ----- |
| 1.  | N                       | 11:11 |
| 2.  | Open skies              | 4:09  |
| 3.  | Different               | 9:32  |
| 4.  | At the end of the world | 8:36  |
| 5.  | Impossible              | 5:36  |

| Nr. | Titel         | Duur  |
| --- | ------------- | ----- |
| 1.  | Altitude      | 15:49 |
| 2.  | Gregarious    | 6:01  |
| 3.  | Ivory tower   | 7:53  |
| 4.  | Shoreline     | 8:04  |
| 5.  | Fortitude     | 10:48 |
| 6.  | Last one home | 6:03  |
| 7.  | Kings         | 4:50  |